# II Festival Mundial de la Joventut i els Estudiants
El Segon Festival Mundial de la Joventut i els Estudiants va tenir lloc durant agost de 1949 a Budapest, capital de la llavors República Popular d'Hongria, ciutat que encara mostrava les seqüeles de la Segona Guerra Mundial. Organitzada per la Federació Mundial de la Joventut Democràtica (FMJD), la segona edició del festival va reunir a prop de 20.000 joves d'almenys 82 països —algunes fonts parlen de 90 delegacions— sota el lema "Joventut, uneix-te! Endavant, per a una pau ferma, per la democràcia, la independència nacional dels pobles i per un futur millor!" La cerimònia d'obertura es va realitzar el 14 d'agost en l'Estadi Újpest, localitzat a la zona septentrional de Budapest. Durant dues setmanes es van desenvolupar diverses activitats culturals, recreatives i polítiques. El Festival va expressar la seva solidaritat cap als esforços anticolonialistes dels pobles d'Indonèsia, la Indoxina i Malàisia", així com el seu suport a les posicions democràtiques en contra dels seus governs feixistes de la joventut grega i espanyola. En aquesta edició es va incorporar la República Democràtica Alemanya, recentment proclamada i que seria seu del proper FMJE.